# El Hassan el-Abbassi
Pour les articles homonymes, voir Abbassi (homonymie).
El Hassan el-Abassi (en arabe : الحسن العباسي), né le 13 avril 1984 au Maroc, est un athlète marocain naturalisé bahreïni en 2014, spécialiste du fond, puis du marathon.

## Carrière
Ses meilleurs résultats sont :
- sur 5 000 m, 13 min 33 s 95, le 8 juin 2014 à Marrakech ;
- sur 10 000 m, 27 min 32 s 96, le 30 mai 2014 à Eugene ;
- sur semi-marathon, 1 h 1 min 9 s le 27 janvier 2013 à Marrakech.

Il remporte sur 10 000 m le titre des Jeux asiatiques de 2014 à Incheon. Il remporte sur la même distance le titre des Championnats panarabes d'athlétisme 2015.
El-Abbassi termine 26e lors du 10 000 m des Jeux olympiques de 2016.
Le 15 octobre 2017, il court son premier marathon, en terminant 2e de celui de Lisbonne, en 2 h 10 min 57 s. Il est battu au sprint lors des Jeux asiatiques de 2018 par le Japonais Hiroto Inoue. En décembre il bat le record national du marathon à Valence en 2 h 4 min 43 s.

## Palmarès
| Date | Compétition              | Lieu         | Résultat | Épreuve  |                 |
| ---- | ------------------------ | ------------ | -------- | -------- | --------------- |
| 2014 | Jeux asiatiques          | Incheon      | 1er      | 10 000 m | 28 min 11 s 20  |
| 2015 | Championnats panarabes   | Madinat 'Isa | 1er      | 10 000 m | 28 min 23 s 11  |
| 2015 | Championnats d'Asie      | Wuhan        | 1er      | 10 000 m | 28 min 50 s 71  |
| 2015 | Jeux mondiaux militaires | Mungyeong    | 1er      | 10 000 m | 27 min 41 s 76  |
| 2018 | Jeux asiatiques          | Jakarta      | 2e       | Marathon | 2 h 18 min 22 s |

## Records
| Épreuve       | Temps          | Lieu    | Date             |
| ------------- | -------------- | ------- | ---------------- |
| 10 000 m      | 27 min 25 s 02 | Eugene  | 29 mai 2015      |
| Semi-marathon | 59 min 27 s    | Valence | 28 octobre 2018  |
| Marathon      | 2 h 4 min 43 s | Valence | 02 Decembre 2018 |